# Bluff City (Tennessee)
Bluff City es una ciudad situada en el condado de Sullivan, Tennessee, Estados Unidos. Tiene una población estimada, a mediados de 2022, de 1834 habitantes.

## Geografía
La localidad está ubicada en las coordenadas 36°27′34″N 82°16′40″O / 36.45944, -82.27778. Según la Oficina del Censo de los Estados Unidos, tiene una superficie total de 4.80 km², de los cuales 4.53 km² corresponden a tierra firme y 0.27 km² están cubiertos de agua.

## Demografía

### Censo de 2020
Según el censo de 2020, en ese momento había 1822 personas residiendo en la localidad. La densidad de población era de 402.21 hab./km².
| Raza                   | Núm. | Porc.  |
| ---------------------- | ---- | ------ |
| Blancos                | 1665 | 91.38% |
| Afroamericanos         | 23   | 1.26%  |
| Amerindios             | 10   | 0.22%  |
| Asiáticos              | 21   | 1.15%  |
| De otras razas         | 10   | 0.55%  |
| De una mezcla de razas | 99   | 5.43%  |

Del total de la población, el 1.48% eran hispanos o latinos de cualquier raza.